# فهد راشد
فهد راشد (مواليد 9 سبتمبر 1996) لاعب كرة قدم إماراتي يجيد اللعب كلاعب وسط مع نادي الإمارات.

## مسيرة اللاعب
لعب في نادي دبا الفجيرة ونادي العروبة ونادي دبا الحصن ونادي الإمارات.